# Wiedeń (Czaniec)
Wiedeń – część wsi Czaniec w Polsce, położona w województwie śląskim, w powiecie bielskim, w gminie Porąbka.
W latach 1975–1998 Wiedeń położony był w województwie bielskim.